# Огустін Агінфул
Огустін Агінфул (англ. Augustine Ahinful, нар. 30 листопада 1974, Аккра) — ганський футболіст, що грав на позиції нападника. Відомий за виступами у низці закордонних, головно турецьких та швейцарських клубах, а також у складі збірної Гани на низці міжнародних турнірів. Чемпіон Швейцарії, володар Кубка Туреччини.

## Клубна кар'єра
З 1992 року Огустін Агінфул грав у ганському клубі «Голдфілдс Обуасі». Після проведеного сезону, в якому молодий нападник відзначився 12 забитими м'ячами, він отримав запрошення до німецького клубу «Боруссія» (Дортмунд), утім там він виступав лише в резервному складі. З 1994 року грав за швейцарський клуб «Грассгоппер». Початково ганський футболіст не потрапляв до основи команди, і два роки провів у оренді в іншому швейцарському клубі «Крієнс». Після цього в 1996 році повернувся до «Грассгоппера», у складі якого став чемпіоном Швейцарії у сезоні 1997—1998 років.
У 1998 році ганський форвард уклав контракт із португальським клубом «Уніан Лейрія», у складі якого зіграв 15 матчів та забив 6 м'ячів, після чого на правах оренди протягом півроку грав за клуб Серії A «Венеція». У сезоні 1999—2000 років Агінфул грав за інший португальський клуб «Боавішта».
У 2000 році Огустін Агінфул уклав контракт з турецьким клубом «Анкарагюджю». У складі столичного турецького клубу ганський нападник відзначався високою результативністю, і за три роки перебування в клубі він відзначився 42 забитими м'ячами у 80 зіграних матчах. У 2003 році Агінфул перейшов до іншого турецького клубу «Трабзонспор», проте в ньому, незважаючи на виграні срібні медалі турецької першості та перемогу в Кубку Туреччини, він не зумів стати гравцем основи. 2005 року анський нападник повернувся до клубу «Анкарагюджю», проте колишнього рівня результативності він ужене міг продемонструвати, у зв'язку із чим він завершив професійну кар'єру футболіста у 2008 році.

## Виступи за збірні
1993 року залучався до складу молодіжної збірної Гани, яка грала на молодіжний чемпіонаті світу в Австралії. На цьому турнірі збірна Гани стала срібним призером, а Огустін Агінфул з 3 забитими м'ячами став одним із кращих бомбардирів першості.
З 1995 року Агінфул грав у складі національної збірної Гани. Протягом кар'єри у національній команді, яка тривала 6 років, провів у її формі 19 матчів. У складі збірної був учасником Кубка африканських націй 2000 року у Гані та Нігерії.

## Титули і досягнення
- Чемпіон Швейцарії (1):

«Грассгоппер»: 1997–1998
- Володар Кубка Туреччини (1):

«Трабзонспор»: 2003–2004